# Südliche Böhmerwaldausläufer
Die Südlichen Böhmerwaldausläufer sind eine Bergregion des Böhmerwalds im oberen Mühlviertel in Oberösterreich. Sie stellen eine der Oberösterreichischen Raumeinheiten dar.

## Geographie

### Lage und Landschaft

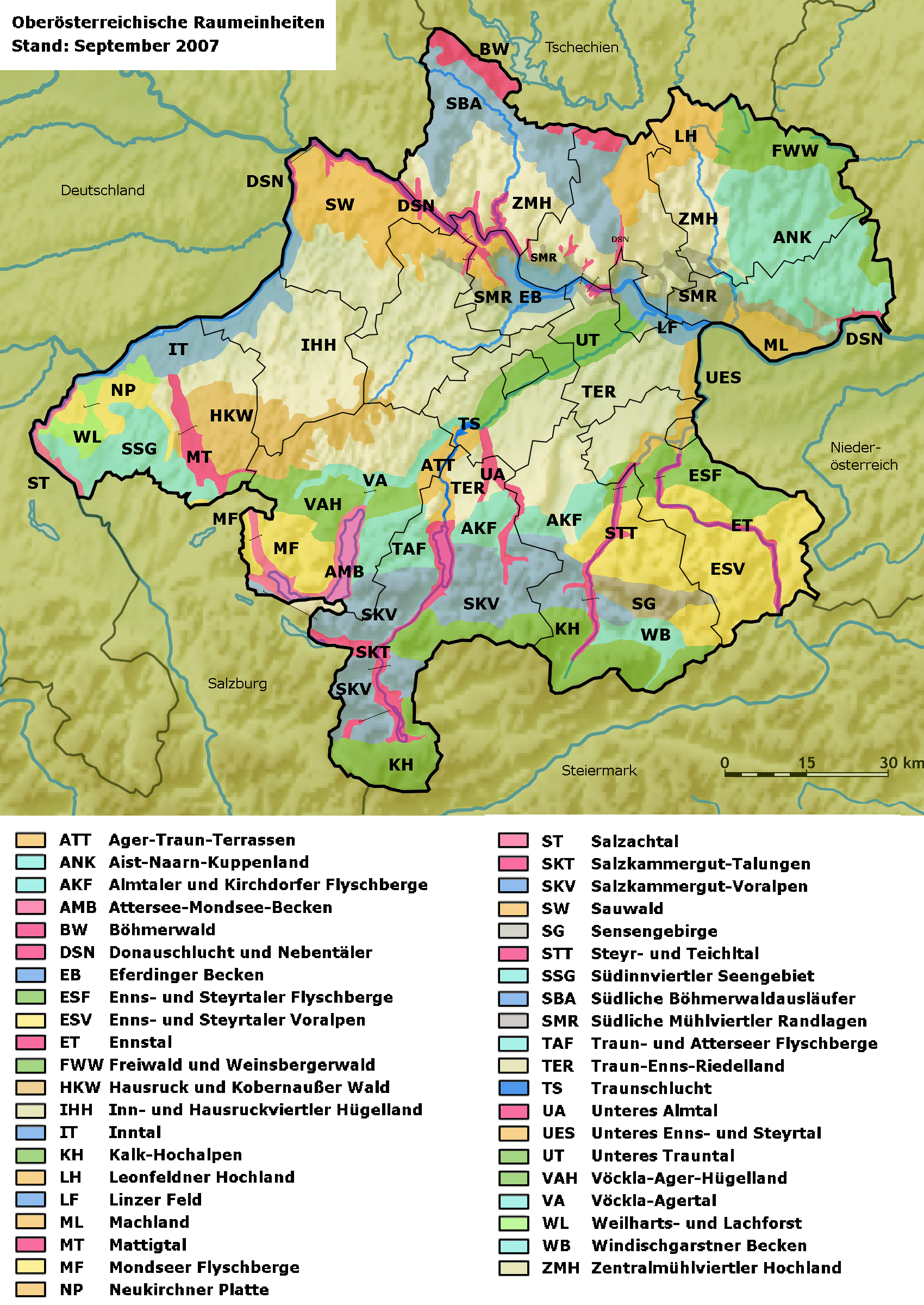
Raumeinheit Südliche Böhmerwaldausläufer (SBA, Mitte oben)

Die Südlichen Böhmerwaldausläufer sind die Vorlagen des Böhmerwaldmassivs, einem der Randstöcke der Böhmischen Masse und gehören zum österreichischen Granit- und Gneishochland.
Sie sind ein Hügelland zwischen 600 und 900 Meter Seehöhe.
Sie umfassen – zusammen mit dem Hauptmassiv des Böhmerwalds, dem Hohen Böhmerwald und seiner Fortsetzung (in Oberösterreich Raumeinheit Böhmerwald) – den nordwestlichen Teil der Bezirke Urfahr-Umgebung und Rohrbach. Die Region ist eine der 41 Einheiten der oberösterreichischen Raumgliederung Natur und Landschaft (NaLa).
Die Fläche der Südlichen Böhmerwaldausläufer beträgt 500 km² (nach NaLa exakt 491,98 km²). Das Gebiet erstreckt sich südlich des Böhmerwaldmassivs über eine Länge von rund 38 km nebst zwei Ausbuchtungen nach Süden, mit einer maximalen Breite von 30 km im Westteil und 24 km im Ostteil. Der schmalste Bereich ist nur 6 km breit.
Der tiefste Bereich liegen bei rund 500 m ü. A. im Mühltal und im Rodltal. Die höchsten Erhebungen des Gebiets sind im Westen der Ameisberg bei Sarleinsbach mit 941 m ü. A. und im Ostteil der Hohe Breitenstein mit 956 m ü. A.

### Umgrenzung und benachbarte Regionen
Nach der Raumgliederung NaLa ist der Begriff nur innerhalb der Landesgrenzen definiert, daher bilden abschnittsweise die Staatsgrenzen die Umgrenzung der Raumeinheit, nicht naturräumliche Übergänge. Die Grenzen verlaufen (im Uhrzeigersinn):
- im Norden zum Böhmerwald (RA05 BW): von Schwarzenberg südlich des Plöckenstein südostwärts und dann ostwärts entlang der Waldgrenze (teils der österreichisch-tschechischen Grenze entlang, bei St. Oswald, bei Guglwald und bei Weigetschlag: hier liegen mit Pasečná und Spáleniště tschechische Gebiete südlich des Böhmerwaldkamms anschließend)
- im Osten zum Leonfeldner Hochland (RA16 LH): entlang der Südabhänge des Sternsteins (B 126 und bei Bad Leonfelden), an der Ostgrenze des Brunnwaldes, über Zwettl an der Rodl und den Pöllersbach bis Hellmonsödt
- im Süden zum Zentralmühlviertler Hochland (RA41 ZMH):
  - im Südosten am Haselgraben – der zu Donauschlucht und Nebentäler gehört (RA06 DSN)
  - um die Giselawarte (Lichtenberg) nördlich Lichtenberg nahe Linz, an der Grenze zu den offeneren, waldarmen Gebieten nordwestlich über St. Johann und St. Peter am Wimberg nach Haslach an der Mühl,[2] nördlich des Einzugsgebietes der Kleinen Mühl um Rohrbach, Öpping, Sarleinsbach und Putzleinsdorf wieder südwärts, und nördlich Niederkappel nordwestlich nach Oberkappel
- im Westen zur Wegscheider Hochfläche (bayerische Raumeinheit 409) entlang der österreichisch-deutsche Grenze: Osterbach/Grenzbach, Gasthof Krainer (742 m), Finsterbach, Große Mühl und Schwarzenberger Gegenbach – die bayerische Gegend heißt auch Abteiland

### Gliederung
Landschaftlich ist der Raum durch die breiten Talungen der Kleinen Mühl, der Großen Mühl, der Steinernen Mühl und der Großen Rodl gegliedert, die Höhen um 500 bis 600 m umfassen.
In den Böhmerwaldausläufern erstrecken sich als wichtigere Berggegenden (von Westen):
- der Ameisbergzug mit Pfarr- und Frohnwald (Ameisberg, 941 m; Hochstein südöstlich von Kollerschlag, 904 m)
- das Öppinger Hochland zwischen Großer und Kleiner Mühl (Hochbühel, 877 m)
- der Hintring nördlich St. Stefan am Walde (922 m)
- der Schallenwald (Schallenberg, 953 m)
- der Höchwald am Traberg (ca. 938 m)
- der Brunnwald (841 m)
- der Zug Schauerwald–Breitenstein (956 m)–Lichtenberg (927 m) zwischen Großer Rodl und Haselgraben

Innerhalb der Nala-Gliederung wird keine Abgrenzung in Untereinheiten vorgenommen.

### Gemeinden
Folgenden Gemeindegebiete liegen überwiegend oder gänzlich im Südlichen Böhmerwaldausläufer (beginnend im Nordwesten): Ulrichsberg, Julbach, Aigen-Schlägl, Nebelberg, Peilstein, St. Oswald, Kollerschlag, Lichtenau, Haslach, Vorderweißenbach, St. Stefan-Afiesl, Oberkappel, Helfenberg, Atzesberg, St. Peter, St. Johann, Oberneukirchen, St. Veit, Zwettl, Kirchschlag, Eidenberg.

## Natur
Im Bergland existieren Großwaldflächen zwischen 30 und 50 % Waldanteil mit hohem Anteil an Buchenwäldern. Bei kleinflächigen Wäldern sind Eschen-Bergahorn-Wälder verbreitet. Zerstreut sind auch naturnahe Feldgehölze zu finden. Seit den 1990er Jahren ist die Gegend Lebensraum für den Luchs.
Die Gegend zeigt ein mäßig dichtes Fließgewässernetz, wobei die Bäche überwiegend naturnah strukturiert sind. Große und Steinerne Mühl weisen viele Mäanderstrecken auf und sind auf weite Strecken landschaftsprägend. Die Bäche sind Lebensraum für Fischotter, Flussperlmuschel und Biber. Speziell im Mühltal existieren einige größere Teiche mit großer ökologischer Bedeutung als Lebensraum für seltene Pflanzen, Vögel und Amphibien.
Bachverbauung erfolgte in den Ortschaften. Regulierungen und Drainagen sind gelegentlich in landwirtschaftlich genutzten Bereichen zu finden.
Überwiegend findet sich Grünlandnutzung, wenig Ackerbau (vorwiegend: Roggen, Kartoffeln, Hafer und Kraut). Das Gebiet ist eher nährstoffarm, nur in den Tal- und Beckenbereichen besteht ein bedeutender Anteil an Feuchtwiesen.
Vielfach sind Terrassierung der landwirtschaftlichen Flächen (Stufenrain-System) zu finden. Hier herrscht eine reiche Kulturlandschaft vor allem mit Hecken und Lesesteinwällen und -haufen.
Steinbrüche sind eher selten, aber bedeutsam für die Artenvielfalt der Gegend.
Charakteristisch sind hohe Niederschlagsmengen, insbesondere im Nordwesten (Staulagen des Böhmerwalds im Mitteleuropäischen Übergangsklima).

## Besiedlung
Typische Siedlungsformen sind im Westen sind Straßen- und Gassendörfer vorherrschend, im Osten eher langgestreckte Reihendörfer (Waldhufendörfer), die teilweise noch völlig zusammenhängend sind. Im Westen sind die Siedlungen verstärkt in den Tallagen (z. B. Mühltal) anzutreffen. Es herrscht lokal (Nordwesten) eine deutliche Abwanderungstendenz.
Problematisch ist verbreitete Aufgabe der landwirtschaftlichen Nutzung in Ungunstlagen und Aufforstung dieser Gebiete.